# Cirrhilabrus jordani
Cirrhilabrus jordani là một loài cá biển thuộc chi Cirrhilabrus trong họ Cá bàng chài. Loài này được mô tả lần đầu tiên vào năm 1904.

## Từ nguyên
Từ định danh jordani được đặt theo tên của nhà ngư học David Starr Jordan, Chủ tịch Đại học Stanford, người đã giúp đỡ và đưa ra nhiều gợi ý có giá trị trong việc chuẩn bị công bố bản mô tả loài cá này.

## Phạm vi phân bố và môi trường sống
C. jordani là một loài đặc hữu của quần đảo Hawaii, nhưng một số cá thể đơn độc có thể được tìm thấy ở đảo Johnston gần đó. Loài này sống tập trung gần các rạn san hô trên nền đá vụn lẫn san hô, có thể được tìm thấy ở độ sâu đến 186 m.

## Mô tả

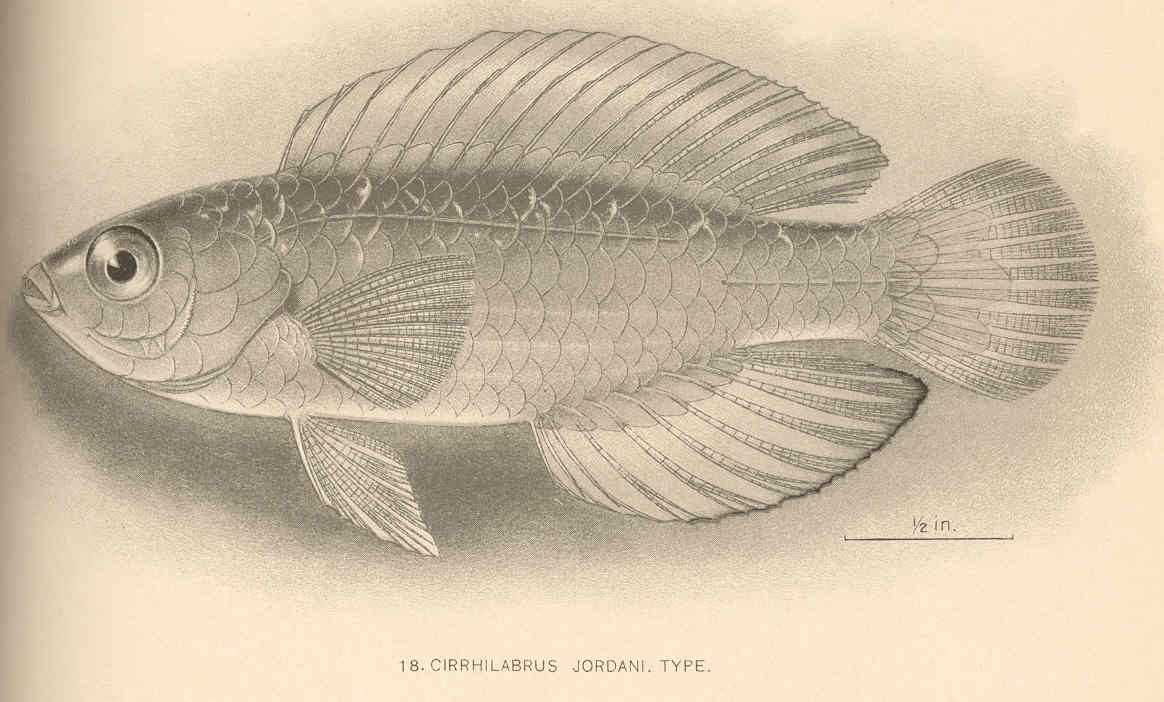
Tranh vẽ mẫu định danh của C. jordani trong bản mô tả của Snyder

Chiều dài lớn nhất được ghi nhận ở C. jordani là 10 cm. Vây đuôi bo tròn ở cả cá đực và cá cái. Cá cái có màu đỏ, các vây có màu vàng nhạt. Còn ở cá đực, vùng lưng của chúng có màu đỏ tươi, chuyển dần sang màu vàng cam ở phần thân còn lại, cũng như trên vây bụng. Vây lưng, vây đuôi và vây hậu môn của cá đực có màu đỏ tươi đến màu đỏ tía, nhưng ở những con đực đã trưởng thành hoàn toàn, vây hậu môn có màu vàng sẫm (có thể lan sang một phần vây đuôi). Vây ngực trong suốt và viền đỏ. Một sọc tím từ sau mắt chạy dài dọc theo gốc vây lưng, một sọc ngắn hơn ở dưới mắt và chỉ kéo dài đến gốc vây ngực.
Cá đực mùa giao phối sẽ căng rộng tất cả các vây của chúng, cơ thể trở nên ửng vàng hơn, đặc biệt vây lưng và vây đuôi trở nên đỏ rực hơn. Ngoài ra, một sọc phụ sẽ xuất hiện dọc theo gốc của vây hậu môn và có màu tím nhạt như sọc lưng.
Số gai ở vây lưng: 11; Số tia vây ở vây lưng: 9; Số gai ở vây hậu môn: 3; Số tia vây ở vây hậu môn: 9; Số gai ở vây bụng: 1; Số tia vây ở vây bụng: 5.

## Phân loại học
C. jordani hợp thành một nhóm phức hợp loài cùng với các loài là Cirrhilabrus shutmani, Cirrhilabrus rubrisquamis, Cirrhilabrus earlei, Cirrhilabrus lanceolatus, Cirrhilabrus roseafascia, Cirrhilabrus sanguineus, Cirrhilabrus blatteus, Cirrhilabrus wakanda và Cirrhilabrus claire.

## Sinh thái học
Thức ăn của C. jordani là các loài động vật phù du. Chúng thường sống thành từng nhóm, cá đực có thể sống cùng với nhiều con cá cái trong hậu cung của nó.

## Thương mại
C. jordani được thu thập trong ngành buôn bán cá cảnh và được bán với giá khá cao, 250 USD một con tại Hoa Kỳ.